# Dołynśke (rejon kamieński)
Dołynśke (ukr. Долинське) – wieś na Ukrainie, w obwodzie dniepropetrowskim, w rejonie kamieńskim, w hromadzie Saksahań. W 2001 liczyła 976 mieszkańców, spośród których 905 wskazało jako ojczysty język ukraiński, 44 rosyjski, 13 mołdawski, 2 węgierski, 10 białoruski, 1 inny, a 1 osoba się nie zadeklarowała.